# Góra Heleny
Góra Heleny, Pirszyn (niem.  Poizen Berg,  322 m n.p.m.) – stożkowate wzgórze w południowo-zachodniej Polsce w Sudetach Zachodnich, we Wzniesieniach Gradowskich na Podgórzu Izerskim. Położona na południowy wschód od wsi Gradówek.

## Szlaki turystyczne
U podnóża wzgórza krzyżują się dwa znakowane szlaki turystyczne:
- z Pławnej Dolnej do Gradówka
- z Lwówka Śląskiego do Zamku Podskale